# Hoogstraat (Vlaardingen)

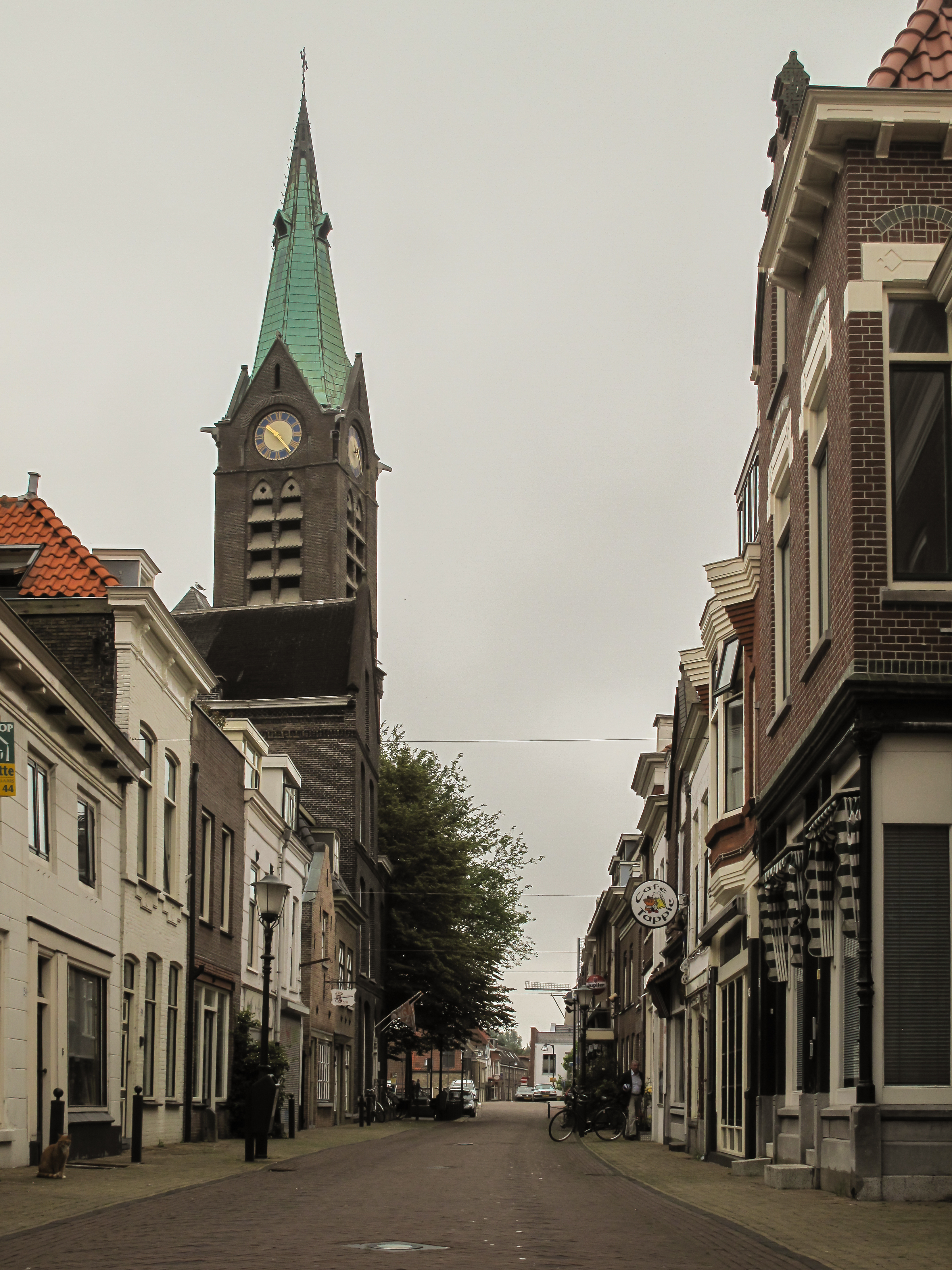
De toren van de H. Lucaskerk, met op de voorgrond het noordelijke deel van de Hoogstraat

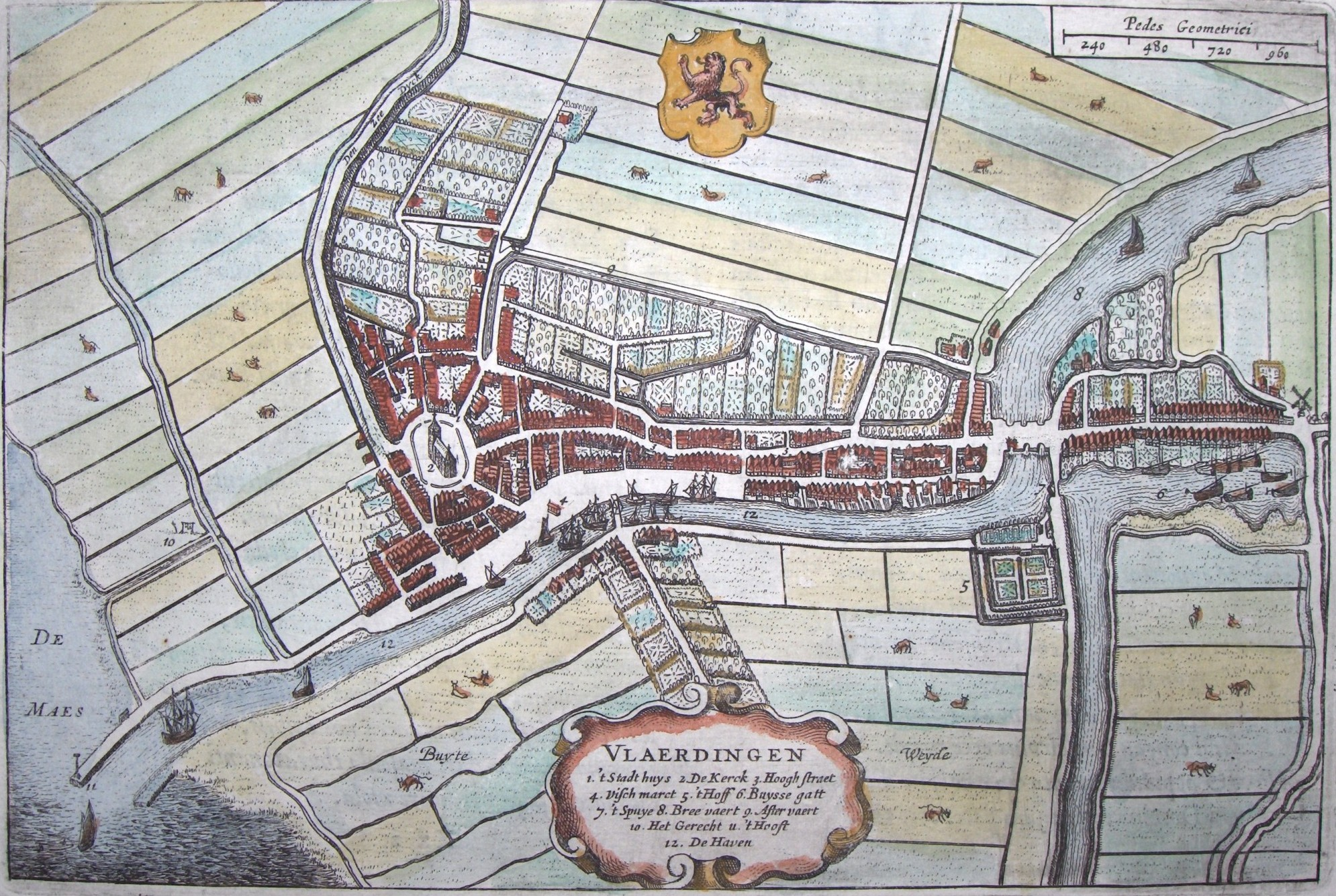
Op een kaart van Vlaardingen uit 1649 is goed te zien dat de Hoogstraat een van de belangrijkste straten van de stad was

De Hoogstraat is een straat in het centrum van Vlaardingen.

## Geschiedenis
De straat is aangelegd op de oeverwal van een kreek die al in de midden bronstijd hier stroomde. Vanaf de IJzertijd tot de derde eeuw na Chr. werd deze straat bewoond, om in de 8e eeuw na Chr. opnieuw bewoond te worden. Uit de tussenliggende periode zijn geen sporen van bewoning van Vlaardingen gevonden. In de elfde eeuw werd door de Hollandse graven een burcht in de stad gesticht, waarna de Hoogstraat zich begon te ontwikkelen. De ligging tussen de burcht (ongeveer ter hoogte van de kruising tussen Markgraaflaan en Liesveldviaduct) en de Vlaardingse haven speelde daarbij een rol. Na de watersnood van 1014 en de Sint-Thomasvloed in 1163 begon men op last van de graaf de oeverwal op te hogen tot een dijk die ook het achterliggende land beschermde. Het materiaal dat hierbij werd gebruikt bestond deels uit afval, dat bij diverse opgravingen tevoorschijn is gekomen en onderzocht is door archeologen.
De Hoogstraat loopt vanaf de Markt (bij de Grote Kerk) in het zuiden tot aan de Vlaardinger Driesluizen in het noorden, waarbij opgemerkt moet worden dat het deel tussen de Afrol en de Driesluizen pas rond het jaar 1200 werd bewoond. Voordien bevond zich hier een onderbreking van de oeverwal, waardoor het een zompig stuk land was met de naam het Swarte Veld. Pas sinds 1879 heet dit deel van de straat ook Hoogstraat. Het Swarte Veld liep door tot aan de Kortedijk. De verschillende vroeg bewoonde delen aan de zuidkant van de Hoogstraat hadden in het verleden diverse namen zoals Dubbel(d)estraat, Cruysstraat, Dijkhuizen en Oostzijde van Dijkhuizen. Het noordelijke deel van de Blokmakersplaats tot aan de Afrol heette rond 1600  Dijck of Lange dijck. In 1351 moeten delen van de Hoogstraat bestraat zijn geweest, want uit documenten blijkt dat de straatstenen toen als munitie gebruikt werden om kastelen mee te beschieten tijdens de Hoekse en Kabeljauwse twisten.

## Winkelstraat
In de zestiende eeuw had de straat een functie als winkelstraat: de ambachtslieden die hier woonden brachten hun waren via luiken aan de straatzijde aan de man. Ook bevond zich in de straat een brouwerij. Tijdens de grote stadsbrand van 1574 is vrijwel alle bebouwing verloren gegaan. Na de brand werd de stad, en dus ook de Hoogstraat, herbouwd.
In het midden van de negentiende eeuw werd de bebouwing vernieuwd en ontstond een voor die tijd moderne winkelstraat. Daarbij gingen de meeste oude gevels verloren. De nieuwe gevels hadden op straatniveau grote ramen waardoor de koopwaar vanaf de straat goed te zien was. Het werd een plaats waar de mensen graag flaneerden. In 1868-1869 werd op de hoek met de Havenstraat de neogotische Sint-Johannes de Doperkerk gebouwd, naar ontwerp van Pierre Cuypers. Deze kerk werd in 1956 gesloopt, maar de toren en pastorie bleven bewaard. De toren wordt nu gebruikt voor de Sint-Lucaskerk. 
In de twintigste eeuw werd echter ten gevolge van het steeds toenemende autoverkeer het belang van de Hoogstraat als winkelstraat steeds kleiner, mede omdat de straat op meerdere plekken werd onderbroken. In 1941 werd een doorbraak gemaakt die later de Korte Hoogstraat is gaan heten en in 1969 werd het Liesveldviaduct aangelegd. De Hoogstraat bleek te smal voor autoverkeer en werd voetgangersgebied. Sinds 2011 wordt getracht de winkelruimte in de straat meer te gaan gebruiken voor gespecialiseerde winkeltjes en kleinschalige dienstverlenende bedrijfjes, om zo de straat nieuw leven in te blazen.

## Trivia
Daatje de Koe (1838-1915), de vrouw die volgens de overlevering als eerste Vlaardingse ijzerkoekjes maakte, had haar bakkerswinkel aan de Hoogstraat. Het pand bestaat in 2020 nog steeds en de gevel is vrijwel ongewijzigd, maar het heeft geen functie als winkel meer.